# Lycocarpus fugax
Lycocarpus es un género monotípico de fanerógamas perteneciente a la familia Brassicaceae. Su única especie:  Lycocarpus fugax es originaria de España.

## Descripción
Es una hierba anual, que alcanza un tamaño de 5-40 cm, de postrada a erecta, pluricaule. Las hojas de 6-110 × 1,5- 28 mm, pubescentes, las inferiores ± arrosetadas, persistentes o no, atenuadas en pecíolo. Pedicelos de hasta 4 mm en la antesis, 2,5-12 × 0,5-1,25 mm en la fructificación, patentes, erecto-patentes o algo reflejos, pubescentes. Sépalos 1,25-2,5 × 0,5-1,25 mm, oblongos, pubescentes. Pétalos 2-4 × 0,75-2,25 mm, obovado-oblongos. Los frutos de 9-23 × 0,75-1,25 mm en la base, de 0,75-2 mm de anchura en el ápice, ± aplanados en el tercio superior y mazudos en el ápice, de patentes a incurvados, generalmente con pelos cortos, arqueados, y otros de mayor longitud, dispersos. Semillas 0,5-1 × 0,25-0,5 mm, de color pardo claro, rara vez verdosas. Tiene un número de cromosoma de 2n = 14.

## Distribución y hábito
Se encuentra en suelos removidos, en lugares ruderalizados; a una altitud de 400-800 metros en la península ibérica.

## Taxonomía
Lycocarpus fugax fue descrita por (Lag.) O.E.Schulz y publicado en Das Pflanzenreich IV–105(Heft 86): 164. 1924.
Sinonimia
- Hesperis fugax (Lag.) Kuntze
- Sisymbrium fugax Lag.[3]